# ブロー・ザ・マン・ダウン-女たちの協定-
『ブロー・ザ・マン・ダウン〜女たちの協定〜』（原題:Blow the Man Down）は2019年に公開されたアメリカ合衆国のスリラー映画である。監督はダニエル・クルーディとブリジット・サヴェージ・コール、主演はモーガン・セイラーが務めた。
本作は日本国内で劇場公開されなかったが、Amazonプライム・ビデオでの配信が行われている。

## 概略
メイン州にある小さな漁師町、イースター・コーヴ。同地に暮らすコノリー姉妹（メアリー・ベスとプリシラ）は母親の死から立ち直れずにいた。そんなある日、メアリー・ベスはバーで出会った男性とトラブルになり、勢い余って男性を刺殺してしまった。パニック状態になったメアリー・ベスはプリシラに助けを求めた。2人は男の死体を海に捨てることにしたが、後始末が不十分だったため、事件は警察の知るところとなった。逮捕されまいと必死であがいているうちに、姉妹はイースター・コーヴと亡き母親に関わる暗い秘密を知るのだった。

## キャスト
※括弧内は日本語吹替。
- モーガン・セイラー - メアリー・ベス・コノリー（田野アサミ）
- ソフィー・ロウ - プリシラ・コノリー（岡純子）
- マーゴ・マーティンデイル - エニッド・ノーラ・デヴリン（一柳みる）
- ジューン・スキッブ - スージー・ギャラガー（竹口安芸子）
- アネット・オトゥール - ゲイル・マグワイア（山像かおり）
- エボン・モス＝バクラック - ゴルスキ
- ゲイル・ランキン - アレクシス（小若和郁那）
- スキップ・サダス - コレッティ（石住昭彦）
- マルセリーヌ・ヒューゴ - ドリーン・バーク（すずき紀子）
- ウィル・ブリテン - ジャスティン・ブレナン（丹羽正人）
- デヴィッド・コフィン - 歌う漁師
- トーマス・キー - デクラン・クロウリー

## 製作
2018年2月、本作の主要撮影がメイン州で始まった。2019年3月30日、ジョーダン・ダイクストラとブライアン・マコンバーが本作で使用される楽曲を手掛けるとの報道があった。

## 公開・マーケティング
2019年4月26日、本作はトライベッカ映画祭でプレミア上映された。8月15日、アマゾン・スタジオズが本作の全世界配信権を獲得した。9月12日、第44回トロント国際映画祭で本作の上映が行われた。2020年2月5日、本作のオフィシャル・トレイラーが公開された。

## 評価
本作は批評家から絶賛されている。映画批評集積サイトのRotten Tomatoesには75件のレビューがあり、批評家支持率は99%、平均点は10点満点で7.68点となっている。サイト側による批評家の見解の要約は「演出は巧妙で、ストーリーも面白くかつオリジナリティがある。『ブロー・ザ・マン・ダウン〜女たちの協定〜』という傑作を見逃すべきではない。」となっている。また、Metacriticには18件のレビューがあり、加重平均値は72/100となっている。